# Dan Keczmer
Daniel Leonard „Dan“ Keczmer (* 25. Mai 1968 in Mount Clemens, Michigan) ist ein ehemaliger US-amerikanischer Eishockeyspieler, der im Verlauf seiner aktiven Karriere zwischen 1986 und 2000 unter anderem 247 Spiele für die Minnesota North Stars, Hartford Whalers, Calgary Flames, Dallas Stars und Nashville Predators in der National Hockey League (NHL) auf der Position des Verteidigers bestritten hat. Zudem absolvierte Keczmer 330 Partien für sieben verschiedene Teams in der American Hockey League (AHL) und International Hockey League (IHL).

## Karriere
Keczmer wurde bereits im Sommer 1986 zum Ende seiner Zeit an der High School im NHL Entry Draft 1986 in der zehnten Runde an 201. Position von den Minnesota North Stars aus der National Hockey League (NHL) ausgewählt. Der Verteidiger entschied sich jedoch zunächst einer akademischen Ausbildung nachzugehen und begann im selben Sommer ein vierjähriges Studium an der Lake Superior State University. Parallel dazu lief er für die Eishockeymannschaft in der Central Collegiate Hockey Association (CCHA) im Spielbetrieb der National Collegiate Athletic Association (NCAA) auf. In seinem zweiten Jahr mit der Mannschaft gewann er sowohl den Mason Cup als Meister der CCHA als auch die nationale Collegemeisterschaft der NCAA. In der Folge entwickelte sich Keczmer zu einem der besten Defensivspieler der Liga, wodurch er zum Ende seiner Collegezeit sowohl zum besten defensivorientierten Abwehrspieler der CCHA ernannt als auch ins Second All-Star Team der Division berufen wurde. In insgesamt 168 Collegespielen sammelte er 90 Scorerpunkte.
Zur Saison 1990/91 wechselte der US-Amerikaner schließlich in den Profibereich und in die Organisation der Minnesota North Stars. Er verbrachte den Großteil der Spielzeit allerdings bei deren Farmteam, den Kalamazoo Wings, in der International Hockey League (IHL). Im Saisonverlauf debütierte Keczmer jedoch auch bei den North Stars in der NHL, wo er neun Partien bestritt. Im NHL Dispersal und Expansion Draft 1991 gehörte der Defensivspieler zu den 24 Akteuren, die die neu gegründeten San Jose Sharks aus dem Spielerpool der Minnesota North Stars auswählen durften. Er stand für die Sharks jedoch nicht auf dem Eis, da er noch vor dem Beginn der Saison 1991/92 im Tausch für Dean Evason an die Hartford Whalers abgegeben wurde. Die Whalers stellten Keczmer daraufhin an den US-amerikanischen Eishockeyverband USA Hockey ab, mit dem er sich auf die Olympischen Winterspiele 1992 im französischen Albertville vorbereitete. Schlussendlich schaffte er den Sprung in den Olympiakader der US-Amerikaner jedoch nicht. Er kehrte daraufhin zum Ende der Spielzeit 1991/92 in die Organisation der Hartford Whalers zurück und beendete die Saison bei deren Kooperationspartner Springfield Indians in der American Hockey League (AHL). Ebenso feierte er sein Debüt für Hartford in der NHL. In den folgenden Monaten bis zum November 1993 pendelte Keczmer zwischen dem NHL-Kader Hartfords und dem AHL-Aufgebot der Indians, ehe er im Tausch für Torhüter Jeff Reese zum Ligakonkurrenten Calgary Flames transferiert wurde.
Bei den Calgary Flames gelang es dem Defensivspezialisten, sich in der NHL zu etablieren. Als Stammspieler der Flames war er bis Dezember 1995 für das Team aktiv, bevor er zum AHL-Farmteam Saint John Flames abgeschoben wurde. In Saint John war Keczmer bis Ende Februar 1996 aktiv. Ein erneutes Tauschgeschäft führte ihn gemeinsam mit Phil Housley in das Franchise der New Jersey Devils, während Tommy Albelin, Cale Hulse und Jocelyn Lemieux dafür in die kanadische Olympiastadt von 1988 wechselten. Für die Devils selbst kam der Verteidiger im restlichen Verlauf der Saison 1995/96 aber nicht zum Einsatz, sondern spielte stattdessen ausschließlich in der AHL für den Kooperationspartner Albany River Rats. An einer weiteren Verpflichtung hatten die Devils kein Interesse, woraufhin er sich im August 1996 als Free Agent den Dallas Stars anschloss. Bei den Dallas Stars verbrachte Keczmer fast drei Spielzeiten, in denen er weiter zwischen der NHL und den Minor Leagues pendelte. Neben Einsätzen für die Dallas Stars in der NHL spielte er für die Michigan K-Wings in der IHL. Im März 1999 wurde der Abwehrspieler auf die Waiver-Liste gesetzt, von wo ihn die Nashville Predators auswählten, die damit seinen laufenden Vertrag übernahmen. Auch dort wechselte er weiterhin zwischen den Kadern des NHL-Teams und des IHL-Farmteams Milwaukee Admirals, bis er im Februar 2000 im Tausch für Rory Fitzpatrick an die St. Louis Blues abgegeben wurde. Der 31-Jährige kam im restlichen Verlauf der Millenniumssaison 1999/2000  bei den Worcester IceCats in der AHL zu 34 Einsätzen und beendete danach im Sommer 2000 seine aktive Karriere.

### International
Für sein Heimatland nahm Keczmer an den Weltmeisterschaften der Jahre 1990 in der Schweiz und 1999 in Norwegen teil. Dazwischen absolvierte er zudem die Goodwill Games 1990 im US-amerikanischen Seattle, bei denen er mit dem US-amerikanischen Team die Silbermedaille gewann. Die beiden Weltmeisterschaftsturniere beendete er jeweils außerhalb der Medaillenränge und sammelte in 16 WM-Spielen zwei Scorerpunkte. Zum Gewinn der Silbermedaille bei den Goodwill Games steuerte der Verteidiger in fünf Einsätzen drei Punkte bei.

## Erfolge und Auszeichnungen
- 1988 Mason-Cup-Gewinn mit der Lake Superior State University
- 1988 NCAA-Division-I-Championship mit der Lake Superior State University
- 1990 CCHA Best Defensive Defenseman
- 1990 CCHA Second All-Star Team

### International
- 1990 Silbermedaille bei den Goodwill Games

## Karrierestatistik

### International
Vertrat die USA bei:
- Weltmeisterschaft 1990
- Goodwill Games 1990
- Weltmeisterschaft 1999

(Legende zur Spielerstatistik: Sp oder GP = absolvierte Spiele; T oder G = erzielte Tore; V oder A = erzielte Assists; Pkt oder Pts = erzielte Scorerpunkte; SM oder PIM = erhaltene Strafminuten; +/− = Plus/Minus-Bilanz; PP = erzielte Überzahltore; SH = erzielte Unterzahltore; GW = erzielte Siegtore; 1 Play-downs/Relegation; Kursiv: Statistik nicht vollständig)